# São Manuel
São Manuel là một đô thị ở bang São Paulo của Brasil. Đô thị này nằm ở vĩ độ 22º43'52" độ vĩ nam và kinh độ 48º34'14" độ vĩ tây, độ cao 709 mét trên mực nước biển. Dân số năm 2004 ước khoảng 38.815 người.

## Địa lý
Đô thị này có diện tích 652,72 km².

### Sông ngòi
- Sông Claro
- Sông Capivara
- Ribeirão Paraíso

### Sân bay
- Sân bay São Manuel

### Các xa lộ
- SP-191
- SP-251
- SP-255
- SP-300

## Một vài hình ảnh

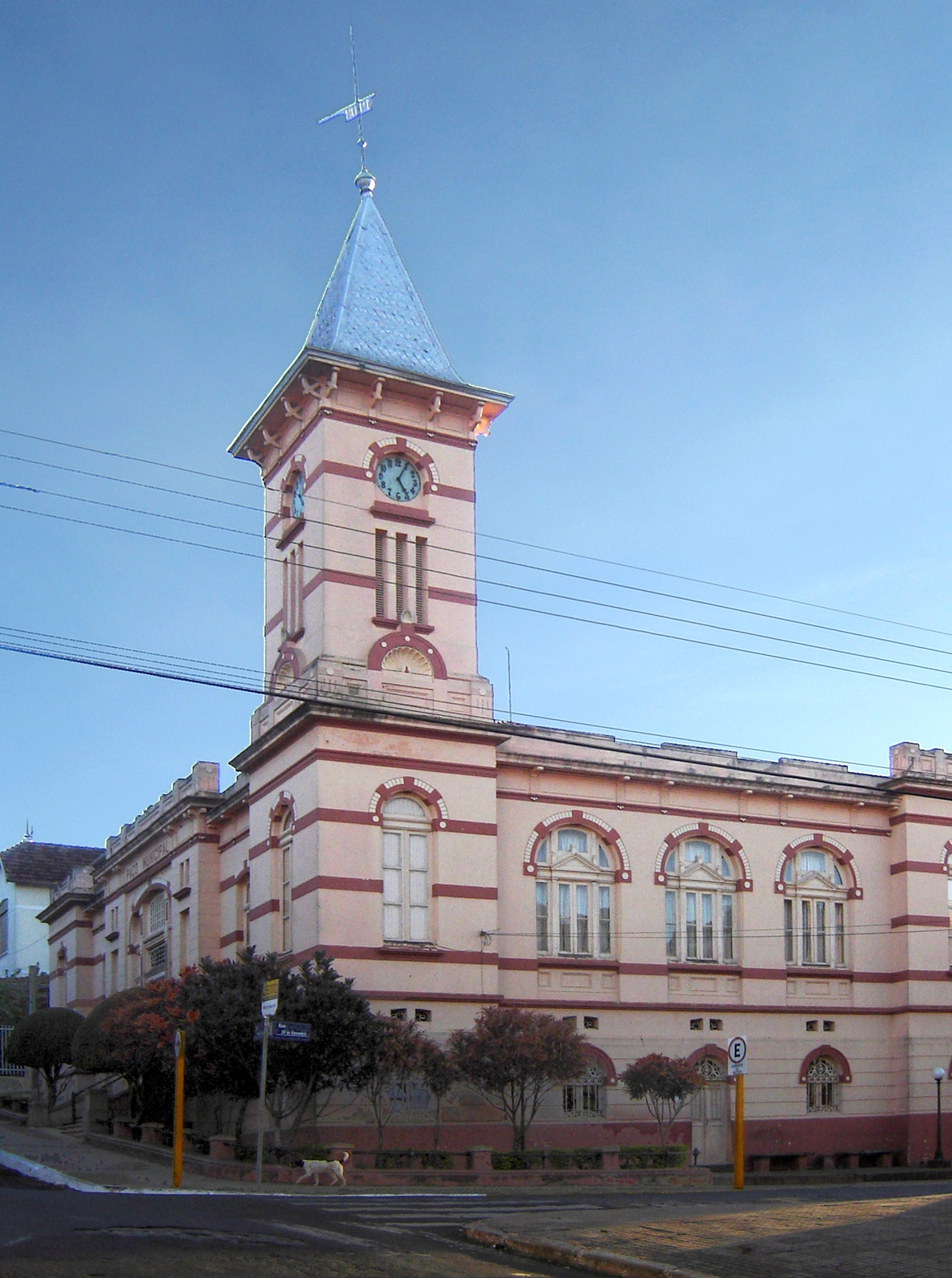
Bảo tàng
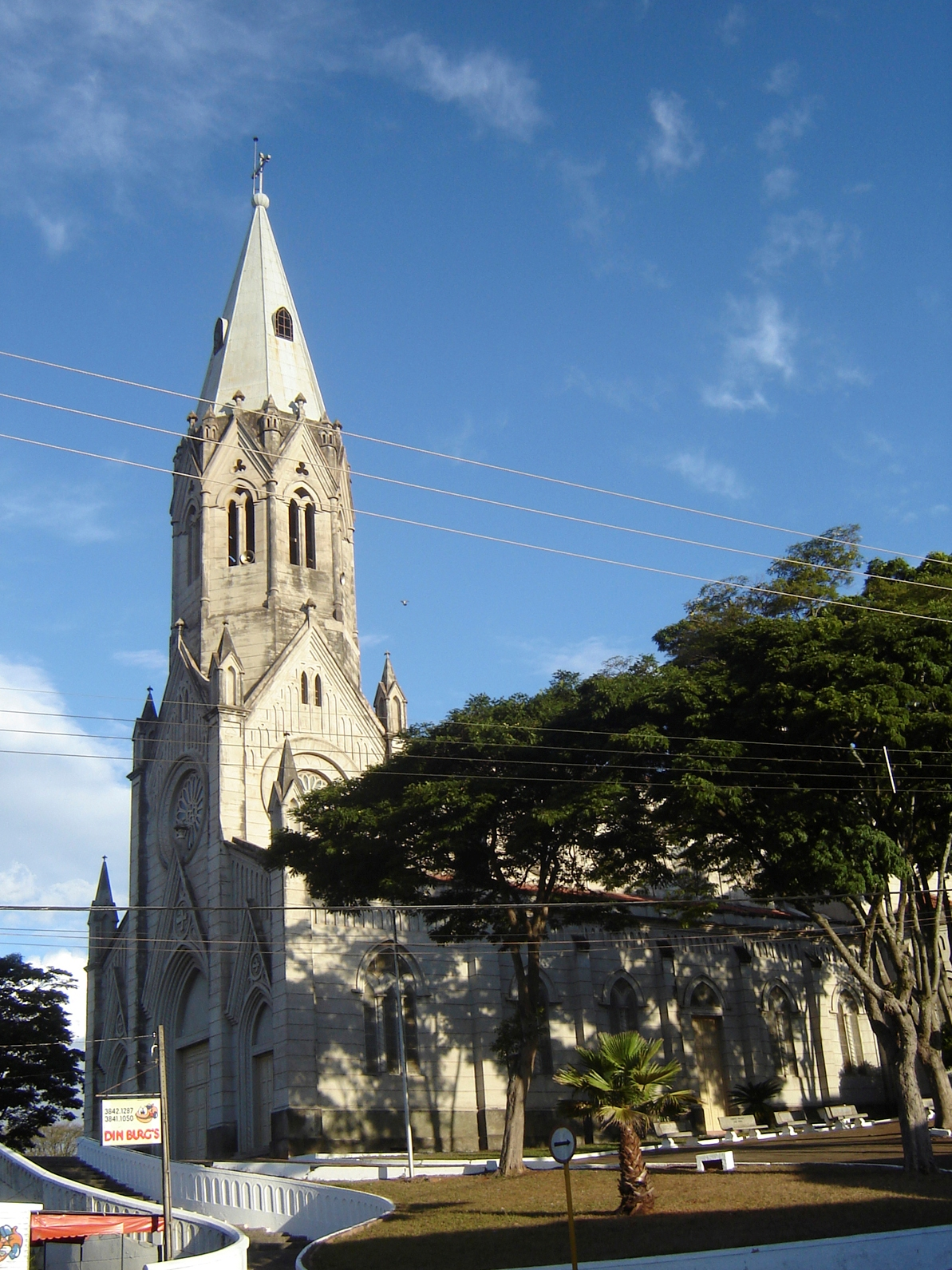
Igreja em São Manuel
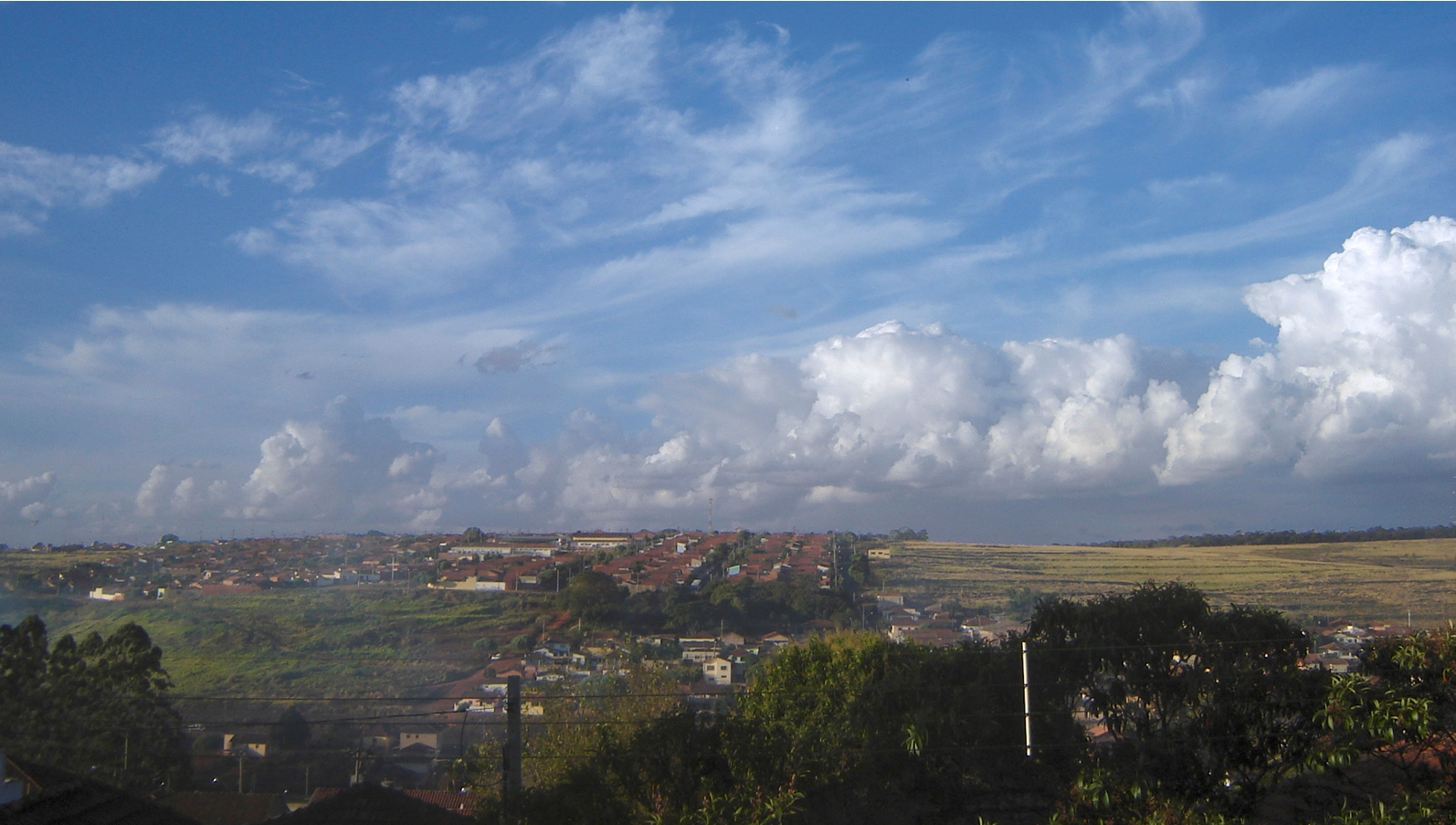
Bairro no alto da cidade
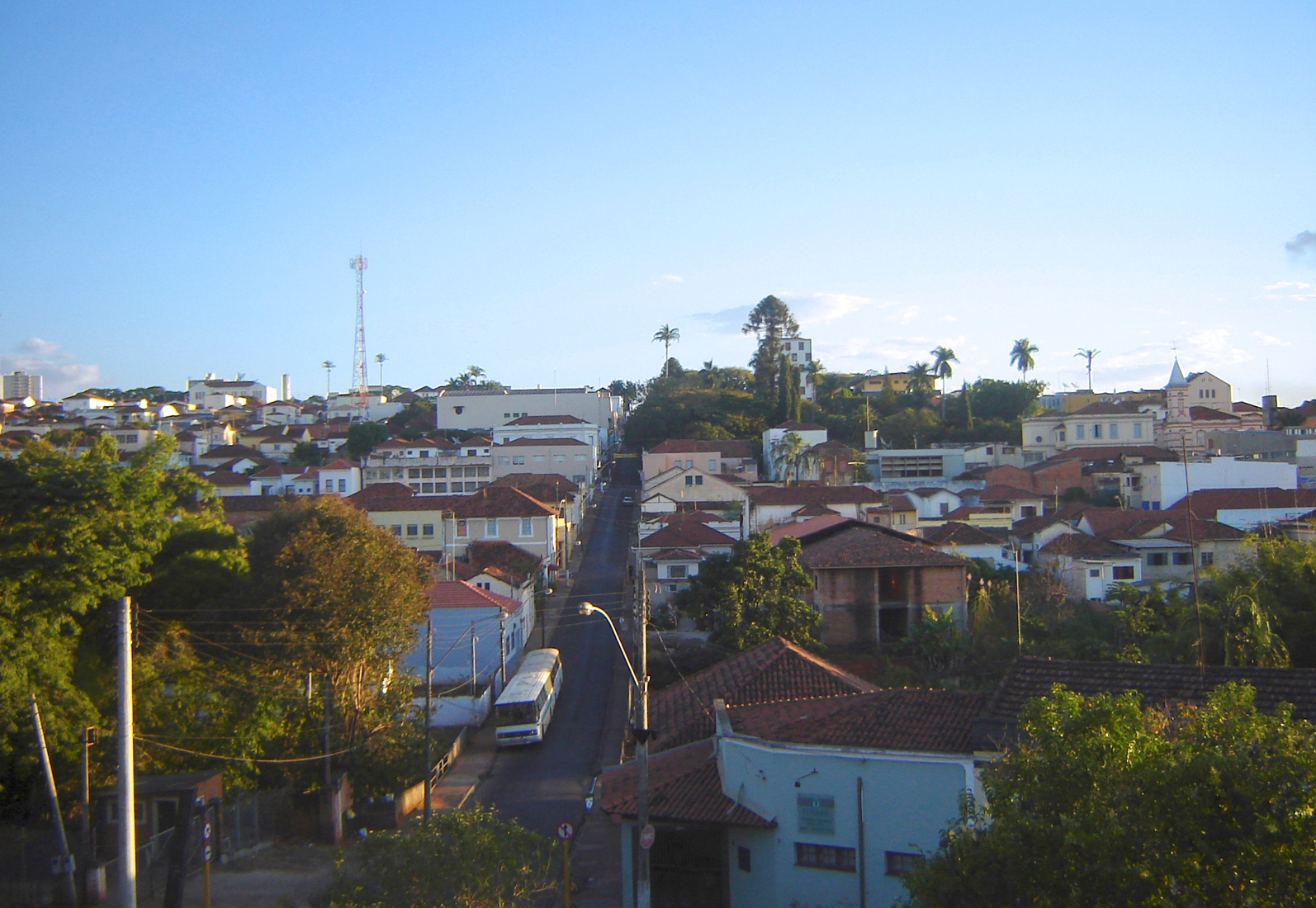
Khu vực trung tâm